# Schedeltrepanatie

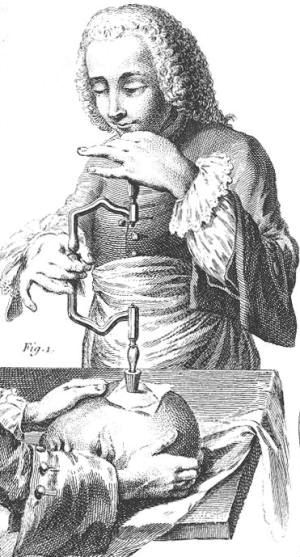
18e-eeuwse illustratie van schedeltrepanatie

Schedeltrepanatie of schedelboring werd in oude culturen toegepast bij krankzinnigen. In deze culturen werd gedacht dat krankzinnigheid werd veroorzaakt door een kwade geest in iemands hoofd. Het idee was dat door het boren van een gat in de schedel de kwade geest het hoofd kon verlaten.

## Uitvoering

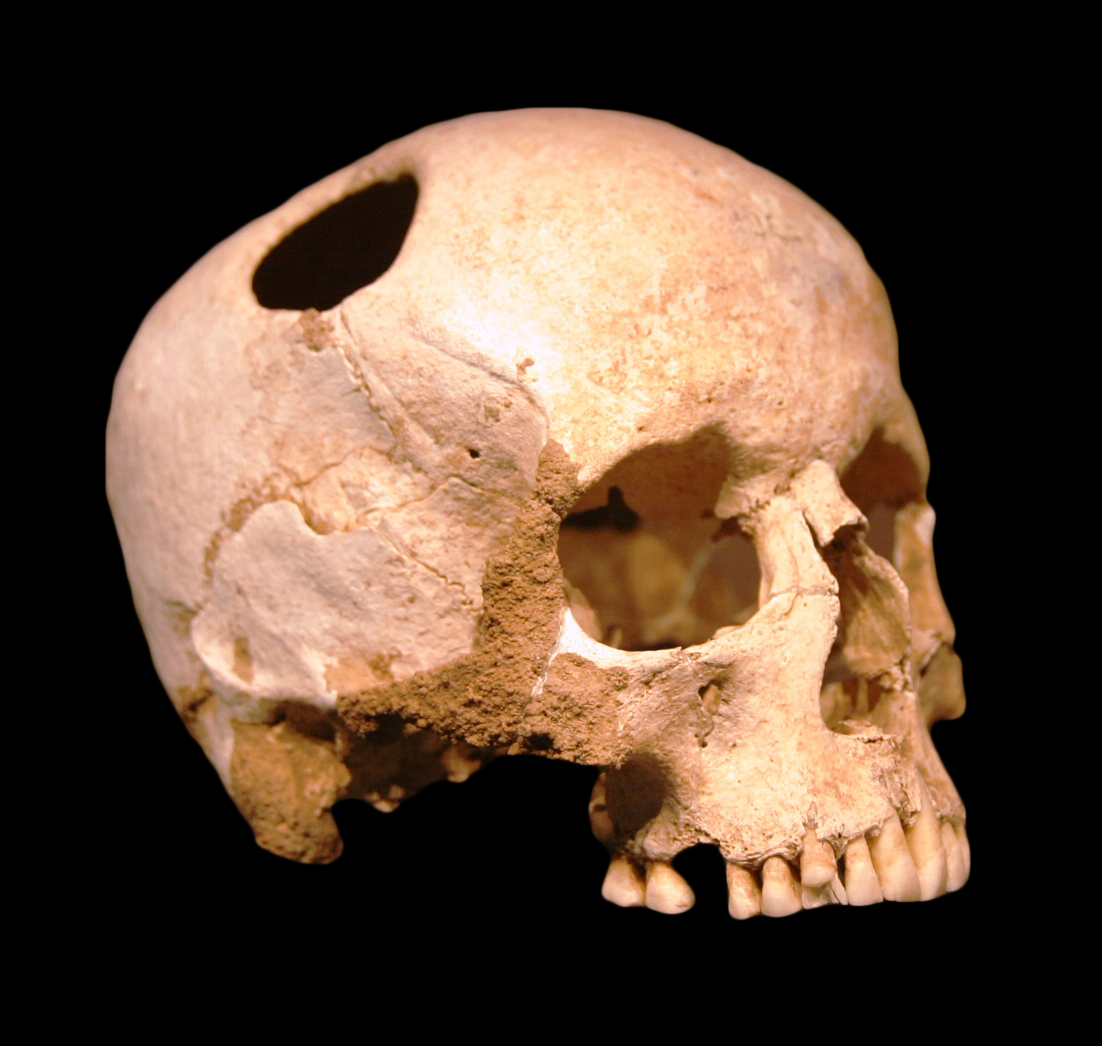
Doorboorde schedel uit de ijzertijd

Aanvankelijk werd schedeltrepanatie uitgevoerd met vuurstenen werktuigen. Later kwam hiervoor een boor in de plaats. Er zijn verschillende schedels gevonden met gaten, waarvan men veronderstelt dat schedeltrepanatie is toegepast. De randen van het gat laten aangroei zien van nieuw bot. Blijkbaar waren de patiënten na de behandeling nog enige tijd in leven.

## Middeleeuwen
In de middeleeuwen werd schedeltrepanatie vervangen door de kei- of steensnijding. Men geloofde in die tijd dat krankzinnigheid veroorzaakt werd door de aanwezigheid van een insect in het hoofd. Het dier zou tijdens de slaap door de neus de hersenen bereiken om daar te veranderen in een kei. Dit geloof is gebaseerd op de waarneming van paarden. Wanneer een horzel in het oor van een paard kruipt, wordt het paard dol. Op kermissen werd door kwakzalvers de illusie gewekt een kei uit de patiënt te verwijderen. Hierbij werd een kleine opening in de schedel gemaakt in het voorhoofd of achter het oor.